# 臺北市政府民政局
臺北市政府民政局（簡稱民政局），1945年成立，是臺北市政府所屬的一級機關。

## 沿革
- 1945年11月，臺北市政府民政局成立，設行政課、戶政課、工商課、社會課、合作課、農林畜產課。
- 1967年7月1日，臺北市升格為直轄市，臺北市政府民政局設行政科、自治科、戶政科、人事室、主計室，下設臺北市地政處、臺北市兵役處、臺北市中山堂管理所、臺北市忠烈祠管理所。1969年，忠烈祠劃撥中華民國國防部史政局，臺北市政府民政局戶政科撥歸臺北市政府警察局。
- 1971年，臺北市地政處升格為臺北市政府地政處，臺北市政府民政局增設臺北市孔廟管理委員會。
- 1974年，奉行政院核定，臺北市政府民政局調整業務職掌，附屬單位有臺北市兵役處、臺北市中山堂管理所、臺北市孔廟管理委員會、臺北市文獻委員會。
- 1979年，臺北市兵役處升格為臺北市政府兵役處。
- 1980年，臺北市政府民政局增設臺北市中山樓管理所。1986年，民政局刪除下設臺北市中山樓管理所之附屬單位。
- 1993年，配合中華民國內政部「戶警分立」，臺北市各區戶政事務所改隸為臺北市政府民政局所屬機關，臺北市政府民政局增設第四科掌理戶籍行政及督管戶政事務所相關業務；同年，臺北市政府民政局增設秘書室、政風室。
- 1998年，臺北市政府民政局增設資訊室。
- 1999年，臺北市政府文化局成立，臺北市文獻委員會與臺北市中山堂管理所撥歸文化局。
- 2009年，臺北市政府民政局組織架構調整為五科五室，增設人口政策科，原四科名稱改為區政監督科、自治行政科、宗教禮俗科、戶籍行政科；同年，臺北市殯葬管理處改隸民政局督導。

## 組織架構

### 局本部
- 局長
- 副局長
- 主任秘書

### 內部單位
- 區政監督科：行政區劃、區政監督、區政發展、區里組織、區級災情監控、輿情整合及不屬各科之區政等事項。
- 自治行政科：地方自治、里長鄰長福利、研習、考核、里鄰基層會議、里鄰基層建設、公民會館、區民活動中心、里民活動場所、民生社區中心管理及協辦公職人員選舉罷免等事項。
- 宗教禮俗科：本市宗教行政、宗教輔導、祭祀公業、神明會、殯葬、禮俗、基層藝文、祭祀儀典及各項慶典活動、傑出市民遴選表揚、調解業務、非政府組織會館及林安泰民俗文物館經營管理、孔廟管理委員會業務監督等事項。
- 戶籍行政科：各項戶籍登記、戶籍行政、戶籍資料、道路命名、門牌編釘之規劃推展、戶政人員之教育訓練及戶政事務所業務之監督考核等事項。
- 人口政策科：人口政策規劃、宣導、國籍案件審查、新移民輔導及新移民會館經營管理等事項。
- 人事室：依法辦理人事管理事項。
- 會計室：依法辦理歲計、會計及統計事項。
- 秘書室：綜合業務、研究發展、法制、施政計畫、公文時效管制、事務、出納、文書、檔案管理及不屬其他科、室之事項。
- 政風室：依法辦理政風事項。
- 資訊室：民政資訊系統之整體規劃、發展、協調、推動、管理、維護、訓練及督導等事項。

### 所轄機關
- 臺北市各區戶政事務所
  - 臺北市松山區戶政事務所
  - 臺北市信義區戶政事務所
  - 臺北市大安區戶政事務所
  - 臺北市中山區戶政事務所
  - 臺北市中正區戶政事務所
  - 臺北市大同區戶政事務所
  - 臺北市萬華區戶政事務所
  - 臺北市文山區戶政事務所
  - 臺北市南港區戶政事務所
  - 臺北市內湖區戶政事務所
  - 臺北市士林區戶政事務所
  - 臺北市北投區戶政事務所
- 臺北市孔廟管理委員會
- 臺北市殯葬管理處

### 所轄場館
- 臺北市城鄉會館
- 臺北市新移民會館
- 臺北市非政府組織會館（NGO會館）
- 林安泰古厝民俗文物館

## 歷任局長
- 柯台山
- 楊寶發
- 黃宇元
- 何鴻榮
- 鍾則良
- 林正修
- 黃呂錦茹
- 藍世聰
- 陳永德

## 外部連結
- 臺北市政府民政局 （页面存档备份，存于）（中文）（英文）